# ستاره حلبی (مجموعه تلویزیونی)
ستارهٔ حلبی (به انگلیسی: Tin Star) یک مجموعهٔ تلویزیونی بریتانیایی در ژانر دارم و جنایی است. خالق این اثر روان جافه است و هنرپیشگانی مانند تیم راث، جنویو اورایلی و ابیگل لاری در آن به ایفای نقش پرداخته‌اند. ستارهٔ حلبی برای نسختین بار در ۷ سپتامبر ۲۰۱۷ در اسکای آتلانتیک به نمایش درآمد. فصل دوم این سریال در ۲۴ ژانویهٔ ۲۰۱۹ منتشر شد. فصل سوم و پایانی ستارهٔ حلبی هم در ۲۰۱۹ تولید و از دسامبر ۲۰۲۰ منتشر شد.

## داستان
یک پلیس بریتانیایی به نام جیم ورت به اتفاق خانواده‌اش به یک شهر کوچک در حاشیهٔ کوه‌های راکی کانادا مهاجرت کرده و اکنون رئیس پلیس اینجاست. او سابقاً معتاد به الکل و مواد مخدر بوده، ولی اکنون اعتیادش را کنار گذاشته و می‌کوشید تا زندگی نرمالی را در پیش گیرد. شهر آرام و تقریباً بی‌حادثه است، ولی یک شرکت نفتی در نزدیکی آن شروع به کار می‌کند و موج کارگران و مسائل حاشیه‌ای شهر را در بر می‌گیرد. در این بین کوششهای مرموزی برای قتل جیم می‌شود. جیم نجات پیدا می‌کند ولی اکنون با یک تراژدی دردناک به همراه گذشته‌ای که پشت سر گذاشته او را گرفتار خود می‌کند.